# Choumicha
 (novembre 2020).
Choumicha Chaf' , de son nom de naissance Choumicha Chafay, née en 1972 à  Had Kourt, au Maroc, est une productrice-animatrice marocaine d’émissions culinaires sur la chaîne 2M ainsi que sur sa propre chaîne YouTube, et propriétaire d’un restaurant.

## Émissions en tant qu’animatrice
Au début des années 2000, Choumicha Chafay, diplômée en Marketing & Communication, fait la rencontre du réalisateur Hamid Zerouali et de la productrice Rajar Hassani qui lui proposent de présenter une émission gastronomique sur la chaîne marocaine 2M. Celle-ci remporte un très grand succès dans les foyers marocains et offre une importante popularité  à Choumicha qui voit sa carrière d’animatrice culinaire propulsée,.
Choumicha anime aujourd'hui deux émissions culinaires sur 2M: la première, s’intitulant Ch'hiwate Choumicha, est une quotidienne diffusée du lundi au vendredi dans laquelle elle présente des recettes diverses et variées. La seconde, Ch'hiwate Bladi, diffusée tous les samedis, présente des voyages gastronomiques à travers différentes régions du Maroc où Choumicha, accompagnée d’un habitant de la région visitée, part à la découverte des mets et spécialités locales,.
Choumicha anime aujourd'hui[Quand ?] une émission culinaire quotidienne diffusée sur la chaîne 2M® intitulée Ch'hiwa Maa CHOUMICHA de 6 minutes.

## Émissions en tant que productrice et animatrice
Productrice - Animatrice d’émissions culinaires (quotidienne de 13’ et hebdomadaire de 26’) sur 2M Maroc, en France sur CuisineTV filiale du groupe Canal+ et en Italie sur Babel TV.
Membre active du mouvement international Slow Food.
En 2012, elle fait partie du jury de l'émission Masterchef sur TF1, dans un épisode ayant lieu dans le désert marocain.
En 2013, elle crée une chaîne YouTube comptant aujourd'hui plus de 700 000 abonnés.
En 2015, elle anime une émission de cuisine sur la chaîne gastronomique algérienne Benna TV.
En 2018, elle devient ambassadrice de la cuisine marocaine pour CNN.

## Publication
À côté de ses activités télévisuelles, Choumicha publie plusieurs livres de cuisine en arabe et en français, qui remportent eux aussi énormément de succès. En effet, elle a plus de 30 livres de recettes à son actif et prévoit même la rédaction d'un livre de recettes en néerlandais.
En 2005, elle lance son magazine bimestriel intitulé Saveurs et Délices de cuisine du Maroc, entièrement consacré à la cuisine marocaine,.

## Établissements
Le 27 août 2018, elle a annoncé l'ouverture de son restaurant Bab Al Mansour, son premier restaurant gastronomique marocain dans la ville de Dubaï, qui est actuellement en fonction.

## Distinctions
- Nuit des Jamours [NB 1]:
  - 2002 : 1er prix du public et du jury
  - 2004 : 1er prix du public et du jury
  - 2005 : 1er prix du public et du jury
- Élue en 2005 parmi les 10 premières personnes les plus populaires au Maroc.
- Octobre 2004: Prix du Cordon bleu au festival Gourmet Voice, le festival mondial des médias gourmands à Cannes[8]
- Décembre 2005: élue parmi « Les 100 femmes qui font bouger le Maroc » par le magazine Challenge Hebdo.
- Paris 2006 : Médaille d’argent de la Société Académique d’éducation et d’encouragement Arts-Sciences-Lettres.
- Élue en octobre 2009 parmi les 50 personnalités qui font le Maroc par le magazine Jeune Afrique[9].
- Médaille d’Honneur de la ville de Bruxelles.
- Choumicha a été élue cuisinière la plus populaire du monde Arabe[10], [NB 2]